# 容易受傷的女人
《容易受傷的女人》是香港女歌手王靖雯（王菲發表專輯《胡思亂想》前一直用的藝名）於1992年推出的粤语歌曲。歌曲改編自1977年千秋直美演唱的歌曲《口紅》，由中島美雪作曲，潘源良填詞，盧東尼編曲；收錄於同年出版的專輯《Coming Home》內。
歌曲的同名国语版于1994年发行，收錄於其個人精選集《最菲》中，由何启弘填词。
此曲一出即風行全港，加上是熱門劇集《大時代》的插曲，王靖雯憑之橫掃當年的樂壇大獎，包括「叱咤樂壇至尊歌曲大獎」等，自始由普通歌手直上躋身一線歌手之列。

## 簡介
此曲原屬意於甄楚倩，但王菲剛從美國留學回港加入新藝寶，成為公司力捧的對象，於是歌曲便落在她手上。因為曲風較為舊式，與專輯的R&B風格不符，到較後期才派台。
雖被視為王菲早年的代表作，但她本人曾表示自己其實並不喜歡這首歌曲，直呼「對它沒有一點共鳴」。歷年演唱會中她亦只在《王菲最精彩的演唱會》演繹過。
詞評人張書瑋認為新詞看不出原詞的影子。詞人描寫一位女性的酒後真言，道出對愛情路上得失悲喜的矛盾心情，而副歌中的反覆修辭「不要、不要、不要驟來驟去」則更加強其怨婦的形象。

### 製作群（粤语版）
- 鍵盤、電子合成器：盧東尼
- 電子合成器、鼓組編排：甘志偉
- 結他：蘇德華
- 弦樂：HOUNG WANG LEUNG ORCHESTRA
- 錄音：JOHNNY CHEUNG
- 混音：陳偉文

### 《大時代》插曲
《大時代》編劇韋家輝曾表示，他和同事看到王菲在無線電視的音樂節目宣傳此曲，覺得符合角色心情，便採用為第36集的插曲。羅慧玲（藍潔瑛飾）被丁蟹（鄭少秋飾）害死，臨死前她仍要找回先夫方進新（劉松仁飾）送給她的戒指並戴上，此時歌曲隨著畫面播出，構成經典的一幕。多年來為人所津津樂道，乃至於藍潔瑛逝世後，由於其不幸的遭遇，〈容易受傷的女人〉成為了坊間和傳媒所用的悼念曲。

## 獎項
| 年份   | 颁奖礼         | 奖项                     | 结果 |
| 1992年 | 叱咤乐坛流行榜 | 至尊歌曲大奖             | 獲獎 |
| 1992年 | 叱咤乐坛流行榜 | 叱咤樂壇全國專業推介銅獎 | 獲獎 |
| 1992年 | 十大中文金曲奖 | 十大中文金曲奖           | 獲獎 |
| 1992年 | 十大劲歌金曲奖 | 十大劲歌金曲奖           | 獲獎 |

## 派台成績
| 903專業推介 | RTHK龍虎榜 | TVB勁歌金曲 |
| (1)         | 1          | 1           |

- (1)為兩週冠軍

## 其他版本
- 1993年：女歌手鄺美雲改編成國語版，由潘美辰和何厚華填詞、蘇德華編曲，收錄於專輯《容易受傷的女人》內。
- 1994年：王菲亦曾改編為國語版，由何啟弘填詞，收進精選大碟《最菲 Faye Best》內。
- 周星馳在電影《破壞之王》的特訓片段中曾唱出「情難自禁 我卻其實屬於 這個容易受傷的女人」。
- 1997年：黃耀明在專輯《人山人海》中翻唱此歌，由蔡德才重新編曲。